# Orchestre de l'Opéra national de Paris
L'orchestre de l'Opéra national de Paris est un orchestre symphonique français créé en 1672. L'orchestre de l'Opéra national de Paris fait partie avec l'orchestre de l'Opéra national de Lyon des deux orchestres en France à  être rattachés à un théâtre lyrique.

« C'est un orchestre français de tout premier ordre, avec toutes les qualités de l'orchestre français : la précision solfégique et le son français que j'adore (lié à la musique et à l'impressionnisme français : les couleurs, la transparence, la clarté, les finesses, la rondeur). Les orchestres français sont aussi reconnus pour l'harmonie (de l'accord ainsi que de la section des cuivres), mais notre orchestre a aussi des cordes d'une personnalité remarquable. C'est un orchestre lyrique avec toute la flexibilité requise pour accompagner le chant et le ballet (parfois jusqu'à l'extrême), mais aussi ses qualités symphoniques. C'est cette combinaison qui en fait l'un des tout meilleurs orchestres au monde.  »

— Philippe Jordan, Interview, 2021
L'orchestre de l'Opéra de Paris fait partie des plus vieilles institutions musicales européennes avec la Staatskapelle de Dresde encore en activité.

## Historique
En 1672, l'opéra de Paris et son orchestre, dénommé alors l'Académie royale de musique, sont fondés par Jean-Baptiste Lully pour un opéra chanté en français tourné  vers la tragédie lyrique en rupture avec l'opéra italien. L'orchestre est alors constitué de quatorze musiciens. Dans les années 1670, l'orchestre sous sa direction joue une première d'œuvre et également une à deux reprises par saison. Au XVIIIe siècle, l'orchestre jouait deux à huit premières et une douzaine de productions différentes par saison. Dans le cas des reprises, les compositions étaient souvent modifiées car les œuvres n'étaient pas protégées à cette époque. En 1752 a lieu la première représentation d'une compagnie étrangère qui donnera lieu à la controverse dénommée la Querelle des Bouffons. En 1774, pour la première fois, une œuvre étrangère est présentée dans une traduction française : Orphée et Eurydice de Gluck.
Autour de 1770, l'effectif de l'orchestre de l'Opéra de Paris est de l'ordre de 70 musiciens dont 28 violons, 6 altos appelés "parties", 4 meilleurs violoncelles au côté du clavecin, 8 violoncelles en fosse, 4 contrebasses en fosse et une petite harmonie composée de 6 flûtes et hautbois, 8 bassons et 2 clarinettes. L'orchestre recevra un nouveau règlement pour pérenniser son financement et est rattaché à Denis Pierre Jean Papillon de La Ferté, l'intendant des Menus-Plaisirs du roi Louis XVI.
En 1774, Christoph Willibald Gluck est invité par la reine Marie Antoinette à diriger l’Opéra de Paris et il modernise  les pratiques de l'institution : il impose une réforme et édicte un règlement interdisant, entre autres, aux musiciens de ne pas quitter leur pupitre pendant la représentation pour aller au restaurant. 
Pendant la Commune de Paris en 1870, les artistes et employés de l’Opéra sont exemptés du service de la Garde Nationale, néanmoins de nombreux musiciens quittent Paris et il apparaît difficile de garantir les représentations. 
Au XIXe siècle, une grande partie de l'œuvre des compositeurs étrangers est jouée en langue francaise. L'État détermine le nombre de versions et exerce la censure. Il y avait de une à sept premières et 30 productions par saison. 

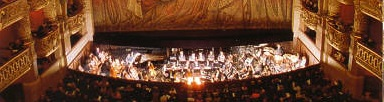
Fosse d'orchestre de l'Opéra Garnier.

En 1870, la compagnie s'installe dans le nouveau bâtiment de l'Opéra, l'actuel Palais Garnier. Une bibliothèque y est installée. 
A la fin du XIXe siècle, la musique moderne renouvelle la musique classique et le langage musical qui profite du développement de la virtuosité de chaque pupitre de l’orchestre français préfigurée par le Prélude à l'Après-midi d'un faune. Les chorégraphies des Ballets Russes créés en 1907 par Serge de Diaghilev inspirent de grands compositeurs dans un monde bousculé par la révolution russe qui seront créées par l’Opéra de Paris : Debussy, Ravel, Stravinsky créent des œuvres de référence pour orchestres symphoniques, de ballet et lyriques comme L'Oiseau de feu (1910), Daphnis et Chloé (1912), 
L'Après-midi d'un faune (1912), Le Sacre du Printemps (1913), Boléro (1928)...
Pendant la première guerre mondiale, deux tiers des musiciens de l’orchestre partent sous les drapeaux et les théâtres subventionnés sont fermés à partir du 30 juillet 1914. Les activités de l'Opéra Garnier, en dépit de l'hostilité de la  majorité des Parlementaires, des hommes de presse et des abonnés, reprendront fin 1915 avec un programme réduit à un répertoire patriotique sous la direction de Jacques Rouché; les précédents co-directeurs Leimistin Broussan et André Messager ont démissionné pour faillite le 10 juillet 1914. Il sera fait recours à des musiciens auxiliaires pour garantir la qualité de la première scène lyrique française pour compléter les pupitres particulièrement sinistrés, tels ceux des cordes frottées ou des bois. Entre 1915 et 1919, Jacques Rouché recrute également de nombreux artistes du chant. Cette activité artistique réduite permet de faire travailler un millier de personnes en temps de guerre.
Pendant la seconde guerre mondiale, le 23 juin 1940, le lendemain de l’Armistice, Adolf Hitler visite l’Opéra de Paris. Les autorités  utilisent la musique classique à des fins de propagande et certains musiciens entrent en résistance en jouant des œuvres censurées ou interdites : œuvres composées par les musiciens juifs , œuvres créées par des artistes  en exil ou encore celles jugées ‘'décadentes'’, comme le jazz ou la musique de Stravinsky. En août 1942, le controversé Serge Lifar chorégraphie un ballet de Francis Poulenc, Les Animaux modèles, pour lequel Poulenc a glissé par insoumission dans la partition quelques clins d’oeils patriotiques et notamment la mélodie d’un célèbre chant français, L’Alsace et la Lorraine. Certains musiciens en résistance jouent des fragments d’air patriotiques dans l’exécution d’œuvres autorisées devant un public souvent rempli d’officiers allemands dans le palais Garnier et « défendent par ailleurs le patrimoine musical français, se réapproprient les œuvres germaniques instrumentalisées par le Reich et dénoncent la propagande culturelle nazie ou vichyste par le biais d’une revue clandestine. »
Au XXe siècle, à partir des années 1950, une plus grande attention est accordée à la musique étrangère, de plus en plus souvent en langue maternelle, et les compagnies et musiciens étrangers sont plus souvent invités.
En 1970, à la fermeture du théâtre de l’Opéra Comique, ses musiciens rejoignent l'orchestre de l'Opéra de Paris.
Le répertoire de la musique baroque a été redécouvert, mais adapté à l'orchestre moderne. En 1987, l'orchestre interprète pour la première fois le Giulio Cesare in Egitto de Händel sur des instruments authentiques, sous la direction de Jean-Claude Malgoire. En 1997, l'orchestre jouait une à deux premières et 30 productions par saison, sous les auspices de l'Opéra de Paris.
De nombreux musiciens d'orchestre ont enseigné au Conservatoire de Paris qui a été localisé rue Bergère à Paris de 1795 à 1911, puis rue de Madrid avant son déménagement avenue Jean-Jaurès (Paris) en 1990, comme Pierre Thibaud (trompette), Pierre Pierlot (hautbois), Maurice Allard (basson), Guy Deplus (clarinette) et Pierre Doukan (violon) au XXe siècle.
L'orchestre se produit également à l'Opéra Bastille depuis son ouverture en 1989, le deuxième site de l'Opéra de Paris.
La rencontre de l'orchestre avec certains chefs invités n'est pas toujours heureuse, par exemple avec la cheffe Emmanuelle Haïm, spécialiste du répertoire baroque et invitée par le directeur de l'opéra Nicolas Joel de l'époque ; l'orchestre conclut une réponse à un communiqué de presse par :

« Avec Mme Haïm, la déception fut grande, devant un manque de précision tant des idées musicales que de la gestique. »

Alors qu'avec le jeune chef Fabien Gabel pour une série de représentations de Carmen de Bizet, la symbiose fonctionne:

« L'orchestre est une micro-société. (...) Il y a des musiciens nerveux, qui ont besoin d'aide, d'autres à qui on peut parler ouvertement", souligne-t-il. Dans sa carrière, il dit avoir vu "des chefs très durs envers les musiciens, avec des comportements qui n'avaient pas lieu d'être, mais cela a changé". Après, nuance-t-il, "cela n'empêche pas la rigueur et l'autorité car il faut bien que quelqu'un régule les choses. »

Au cours des saisons 2009-2013, le jeune chef d'orchestre et directeur musical de l'opéra Philippe Jordan a donné les quatre parties du Der Ring des Nibelungen de Richard Wagner pour lesquelles l'effectif de l'orchestre a été élargi ; à l'occasion du 200e anniversaire de Wagner, les quatre parties du  Festival du Ring ont été redonnées sur huit jours du 18 au 26 juin 2013. À cette occasion, Linda Watson (en), qui interprétait le rôle de Brünnhilde, a été nommée au tableau français de la Légion d'honneur le 23 juin 2013.
En 2011, l'orchestre comptait 174 musiciens ; en 2017 c’était 168 musiciens.
À partir du 5 décembre 2019, les employés et artistes de l'opéra de Paris entrent en grève pour une durée de sept semaines afin de conserver leur régime spécial de retraite qui est l'un des plus anciens en France, créé en 1698 par Louis XIV et qui est menacé par la réforme de retraite. Une seule autre institution culturelle possède son propre régime spécial : la Comédie-Française. Ce régime permet à un certain nombre de salariés de partir à la retraite avant 62 ans, comme le détaille le site de leur caisse de retraite : 60 ans pour les "artistes de l'orchestre", 57 ans pour les "artistes des chœurs", ainsi que pour certains techniciens "aux emplois comprenant des fatigues exceptionnelles", et 40 ans pour les "artistes du ballet".
Comme tous les secteurs du spectacle vivant, l'Opéra de Paris a souffert de la pandémie de Covid-19. Très peu de spectacles ont pu être données durant les années 2020 et 2021, et souvent avec des jauges de spectateurs, qui se sont accompagnées de pertes financières importantes pour l'institution.

## Directeurs musicaux
Jusqu’à la fin du XIXe siècle, la notion de chef d'orchestre au sens moderne n'existe pas vraiment et la charge de la responsabilité musicale incombait davantage au violon solo; le chef d'orchestre se contentait de battre la mesure avec un bâton dos à l'orchestre.  Le nom du chef ne sera mentionné sur les programmes de l’Opéra qu’au début du XXe siècle. On notera que Rodolphe Kreutzer est nommé premier chef en 1817 et que Raoul Madier de Montjau obtient le poste de directeur de l'orchestre créé en 1893.
À partir du XXe siècle, la mission du directeur musical de l'orchestre de l'Opéra de Paris existe et permet de travailler en profondeur l'identité artistique de l'institution en s'appuyant sur la spécificité de ses musiciens (ayant essentiellement un cursus de formation dans les Conservatoires français comme le CNSMDP ...). Il est également chargé des recrutements. On peut considérer que certains chefs d'orchestre comme Philippe Gaubert font office de directeur musical au début du XXe siècle. Philippe Gaubert a été premier chef à l'Opéra en 1920, chef de la Musique en décembre 1931 et directeur de la Musique le 1er juin 1939.
- 1669 (création de l'Académie d'opéra par Colbert)-1672 : Robert Cambert
- 1672 (création de l'Académie royale de musique)-1677 : Jean-François Lalouette sous la direction de Jean-Baptiste Lully (1632-1687)
- 1677-1709? : Pascal Collasse sous la direction de Jean-Baptiste Lully

[...]
- 1774-1779 : Christoph Willibald Gluck, directeur de l'opéra, imposant un règlement au  musiciens et chef d'orchestre

[...]
- 1817-1826 : Rodolphe Kreutzer, premier chef d'orchestre
- 1824-1826 : Rodolphe Kreutzer,  directeur
- 1824-1846 : François-Antoine Habeneck, chef d'orchestre[c]

[...]
- 1893-?: Raoul Madier de Montjau, premier directeur musical de l'orchestre

[...]
- 1920-1941 : Philippe Gaubert, de chef d'orchestre à  Directeur de la Musique

[...]
- 1969-1973 : Maurice Le Roux, conseiller artistique de l'Opéra de Paris
- 1970-1971 : Georges Prêtre

[...]
- 1980-1983 : Alain Lombard
- 1981-1985 : Silvio Varviso
- 1986-1989 : Lothar Zagrosek
- 1989 : Daniel Barenboïm
- 1989-1994 : Myung-Whun Chung
  - 1991 : Jonathan Darlington (adjoint)
- 1996-2004 : James Conlon
  - 2001 : Philippe Hui (assistant)
- 2004-2009 : pas de directeur musical

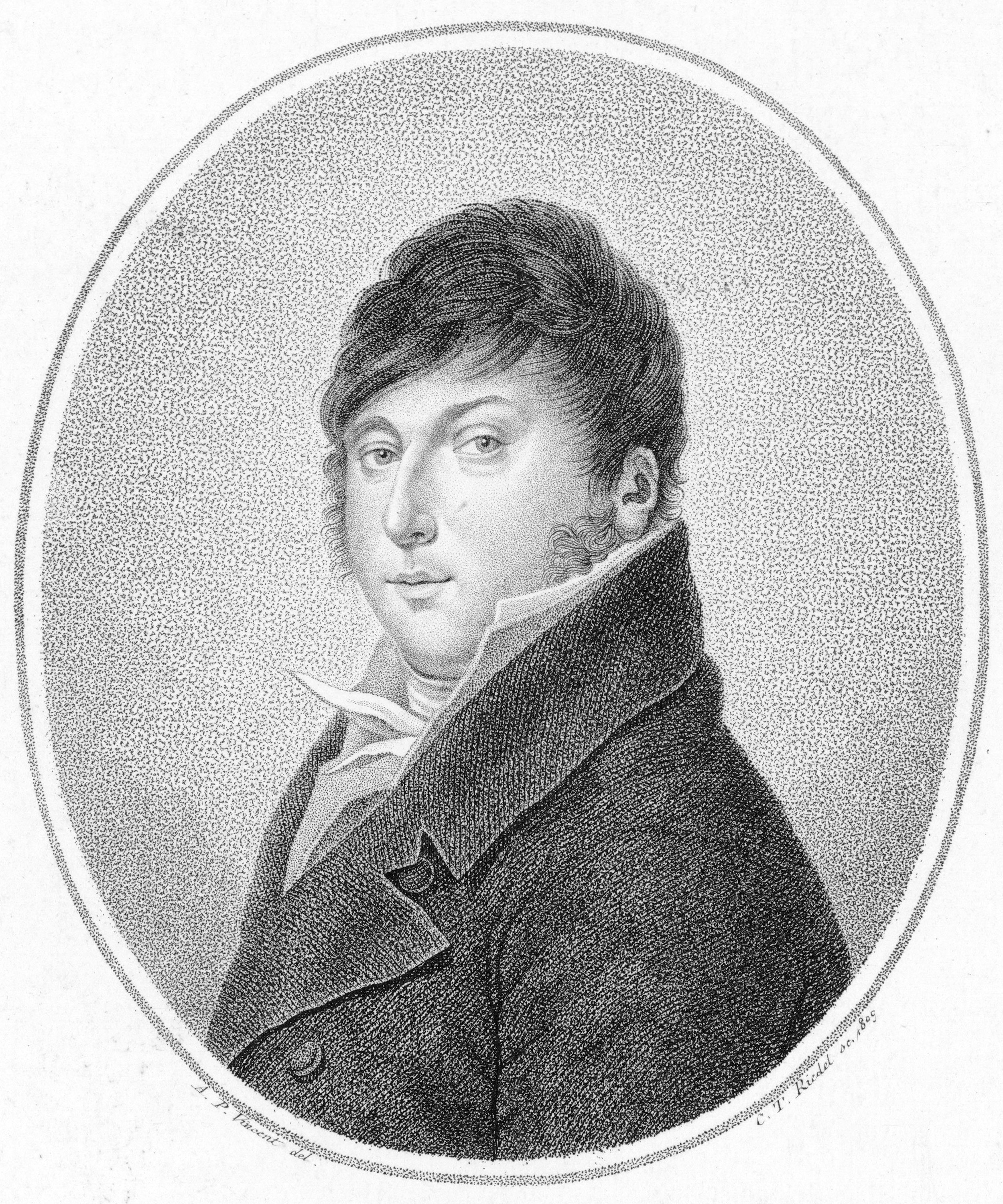
Rodolphe Kreutzer, dessiné par Riedel (1809).

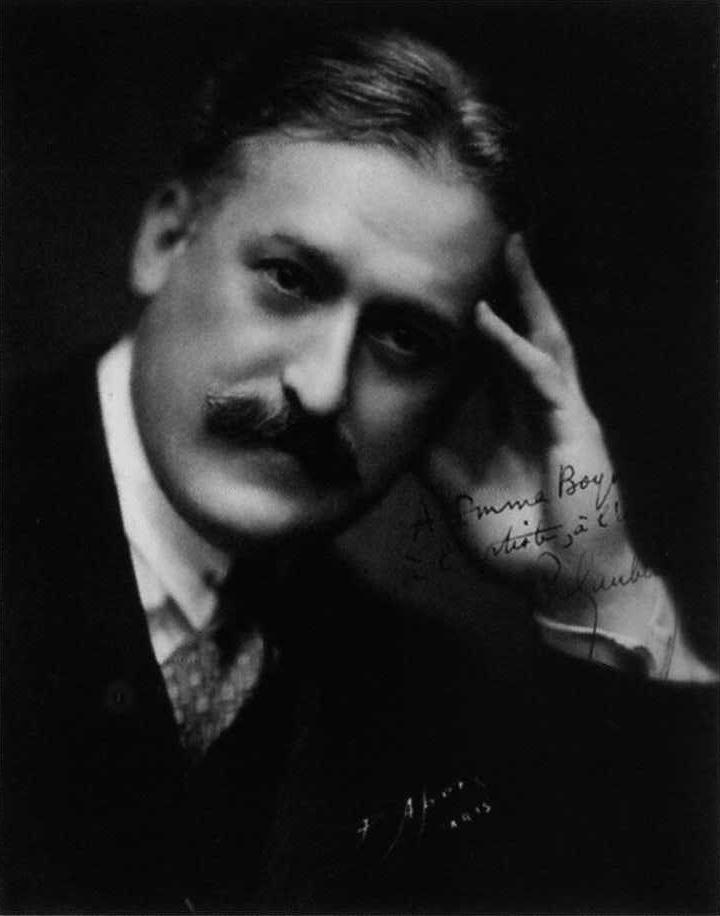
Philippe Gaubert (vers 1920).

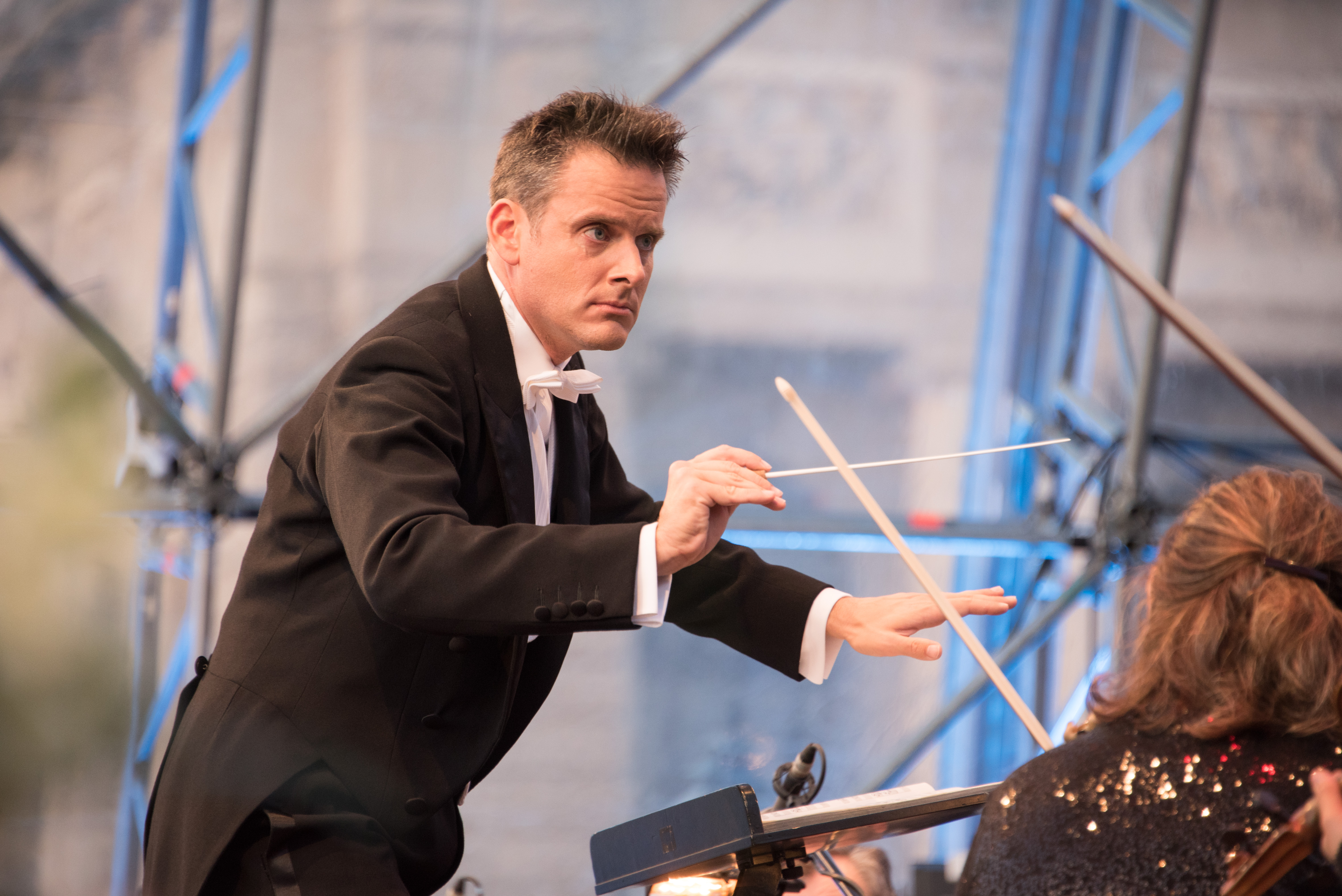
Philippe Jordan (2015).

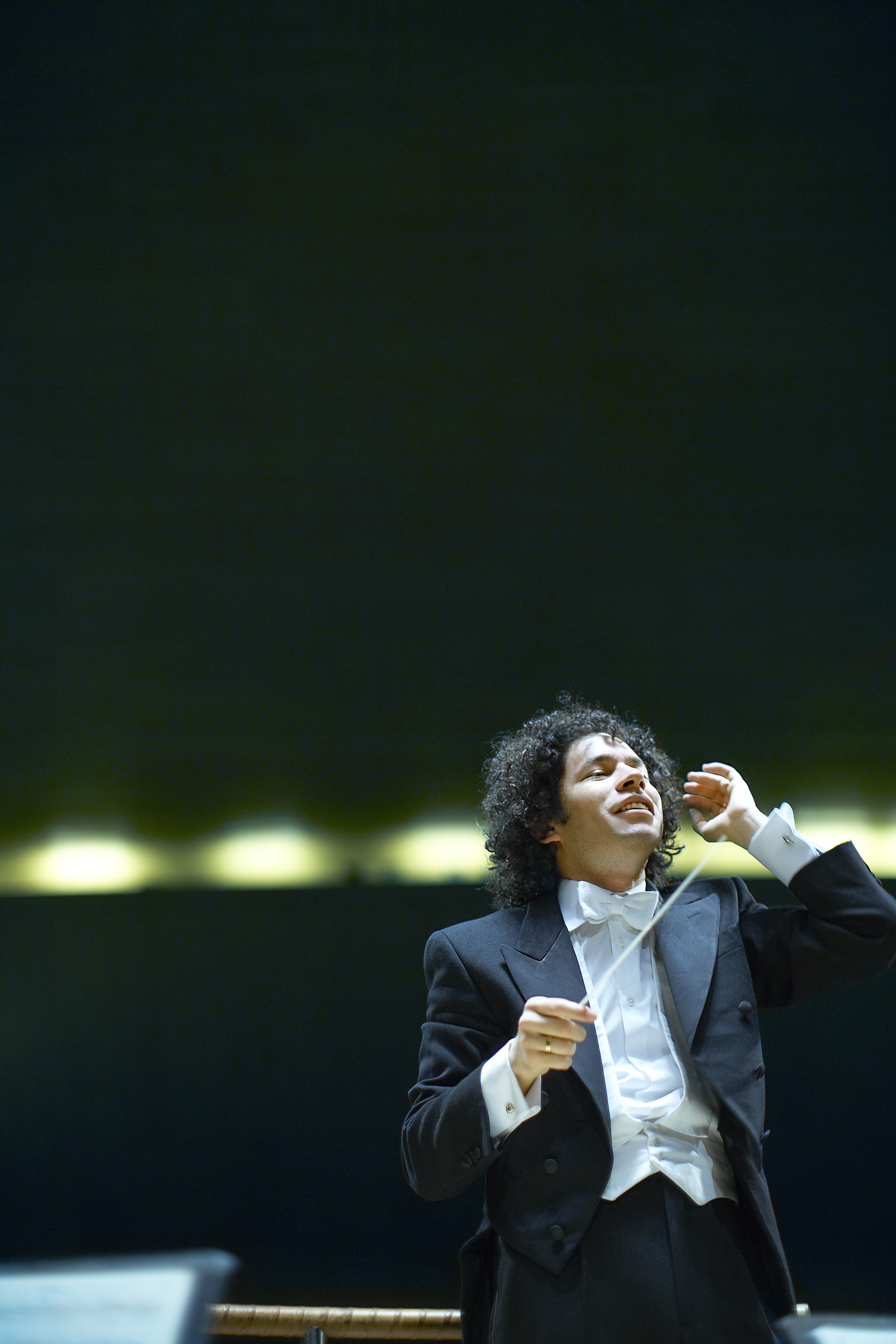
Gustavo Dudamel (2011).

- 2009-2021 : Philippe Jordan[2]
- 2021-2023 : Gustavo Dudamel[15]

## Chefs d'orchestre
L'institution travaille avec de nombreux chefs aussi bien français qu'étrangers : directeurs artistiques, chefs permanents et leurs assistants, chefs invités. Elle invite également de jeunes chefs à la diriger et leur permet d'acquérir une expérience  professionnelle de renom. 
Le site MémOpéra propose une liste des derniers chefs d'orchestre ayant dirigé l'orchestre depuis la saison 1972-1973 pour la programmation lyrique et chorégraphique de l'Opéra national de Paris, au Palais Garnier, dans la grande salle de l'Opéra Bastille, à la Salle Favart, hors les murs ou en tournée :
- Claudio Abbado
- Roberto Abbado
- Yves Abel (en)
- Paul Agnew
- Gerd Albrecht
- Marc Albrecht
- Rinaldo Alessandrini
- Antonello Allemandi
- Antonio de Almeida
- Alain Altinoglu
- Richard Amner
- Gilbert Amy
- Alexander Anissimov
- Spiros Argiris (en)
- Marco Armiliato (en)
- Paolo Arrivabeni (de)
- Gilbert Artman
- Patrick Marie Aubert
- Richard Bado
- Marco Balderi (en)
- Maurizio Barbacini
- Alan Barker
- Charles Barker
- Serge Baudo
- Steuart Bedford
- Jiri Belohlavek
- Petr Belyakin
- Maurizio Benini
- Manlio Benzi
- Roberto Benzi
- Philippe Béran
- Richard Bernas (en)
- Gary Bertini
- Amandine Beyer
- Rudolf Bibl (en)
- Bertrand de Billy
- Giampaolo Bisanti
- Richard Blareau
- Michael Boder
- Karl Böhm
- Ivor Bolton
- Graham Bond
- Łukasz Borowicz (pl)
- Pierre Boulez
- Roderick Brydon
- Richard Buckley
- John Burdekin
- Semyon Bychkov
- Daniele Callegari (it)
- Michel Cals
- Sylvain Cambreling
- Bruno Campanella (en)
- Paolo Carignani (en)
- Jean-Claude Casadesus
- Aldo Ceccato
- Tito Ceccherini
- Frédéric Chaslin
- Karel Mark Chichon
- Gabriel Chmura
- William Christie
- Myung-Whun Chung
- Francesco Ivan Ciampa
- David Robert Coleman (en)
- Edmon Colomer
- Catherine Comet
- James Conlon
- Paul Connelly
- Marius Constant
- Teodor Currentzis
- Marc-André Dalbavie
- Jean-Michel Damase
- Paul Daniel
- Ottavio Dantone
- Jonathan Darlington
- Patrick Davin
- Andrew Davis
- Colin Davis
- Philippe de Chalendar
- Emil de Cou (en)
- Oliviero De Fabritiis
- Edo de Waart
- Jacques Delacôte
- John DeMain (en)
- Stéphane Denève
- Pierre Dervaux
- Cyril Diederich
- Christoph von Dohnányi
- Edward Downes
- Igor Dronov (en)
- Denis Dubois
- Gustavo Dudamel
- Pierre Dumoussaud
- Charles Dutoit
- Mark Elder
- Philip Ellis
- Alberto Erede
- Mark Ermler
- Christoph Eschenbach
- Christof Escher
- Paul Ethuin
- Dan Ettinger
- Jack Everly
- Charles Farncombe
- Viktor Fedotov
- Gabriele Ferro
- Hugo Fiorato
- Asher Fisch
- Adam Fischer
- Ivan Fischer
- Claus Peter Flor
- Ermanno Florio
- Patrick Flynn (en)
- Lawrence Foster
- Patrick Fournillier
- Johannes Fritsch
- Riccardo Frizza
- Thomas Fulton
- Beat Furrer
- James Gaffigan
- Yoel Gamzou
- Leonardo Garcia Alarcon
- Guillermo Garcia Calvo
- Luis Antonio Garcia Navarro
- Edward Gardner
- David Garforth
- Gianluigi Gelmetti
- Valery Gergiev
- Reynald Giovaninetti
- André Girard
- Miguel Ángel Gómez Martínez
- Hans Graf
- Anton Guadagno
- Sylvio Gualda
- André Guilbert
- Alain Guingal
- Peter Gülke
- Theodor Guschlbauer
- Michael Güttler
- Alan Hacker
- Hartmut Haenchen
- Leopold Hager
- Emmanuelle Haïm
- Tomas Hanus
- Stephen Harrap
- Jean-Claude Hartemann
- Roger Heaton
- Thomas Hengelbrock
- Olaf Henzold
- Pablo Heras-Casado
- Philippe Herreweghe
- Simon Hewett
- Christopher Hogwood
- Heinrich Hollreiser
- Elgar Howarth
- Jakub Hrusa
- Philippe Hui
- Alex Ingram
- Damian Iorio
- Robert Irving
- Maki Ishii
- René Jacobs
- Jean-Pierre Jacquillat
- Marek Janowski
- Neeme Järvi
- Günter Jena
- Graeme Jenkins
- Emmanuel Joël
- Donald Johanos
- Armin Jordan
- Philippe Jordan
- Algis Juraitis
- Dmitri Jurowski
- Michail Jurowski
- Vladimir Jurowski
- Jérôme Kaltenbach
- Fayçal Karoui
- Jacek Kasprzyk
- Garrett Keast
- Stewart Kershaw
- Koen Kessels
- Daniel Klajner
- Eri Klas
- Pavel Klinichev
- Varujan Kojian
- Bernhard Kontarsky
- Alexandre Kopilov
- Jirì Kout
- Felix Krieger
- Josef Krips
- Davor Krnjak
- Gustav Kuhn
- Janos Kulka
- Siegfried Kurz
- David LaMarche
- John Lanchbery
- Patrick Lange
- Sebastian Lang-Lessing
- Louis Langrée
- Frédéric Laroque
- Peter-Ernst Lassen
- Jan Latham-Koenig
- Ashley Lawrence
- Friedemann Layer
- Alexander Lazarev
- Gerhard Lenssen
- Raymond Leppard
- David Levi
- Henry Lewis
- Hannu Lintu
- Alain Lombard
- Jesus Lopez-Cobos
- Manuel Lopez-Gomez
- Fabio Luisi
- Nicola Luisotti
- Peter Maag
- Lorin Maazel
- Charles Mackerras
- Jean-Claude Malgoire
- Susanna Mälkki
- Antonello Manacorda
- George Manahan
- Ion Marin
- Michele Mariotti
- Ernest Martinez Izquierdo
- Diego Masson
- Zubin Mehta
- Cornelius Meister
- Ingo Metzmacher
- Marc Minkowski
- Carlo Montanaro
- Kenneth Montgomery
- Pier Giorgio Morandi
- Rainer Mühlbach
- Uwe Mund
- Riccardo Muti
- Kent Nagano
- Philippe Nahon
- Henrik Nánási
- John Nelson
- Tomas Netopil
- Günter Neuhold
- Jonathan Nott
- Georges-Elie Octors
- Kazushi Ono
- Daniel Oren
- Arnold Östman
- Valery Ovsyanikov
- Iñaki Encina Oyón
- Seiji Ozawa
- Vello Pähn
- Renato Palumbo
- Marcello Panni
- Maxime Pascal
- Giuseppe Patanè
- Christof Perick
- Jean Périsson
- Zoltan Pesko
- Kirill Petrenko
- Vasily Petrenko
- Evelino Pidò
- Fabrice Pierre
- Marc Piollet
- Michel Plasson
- Georges Pludermacher
- Alexander Polianichko
- Emilio Pomarico
- David Porcelijn
- Yannis Pouspourikas
- André Presser
- Georges Prêtre
- Yves Prin
- John Pritchard
- Michel Quéval
- Andrea Quinn
- Stefano Ranzani
- Charles Ravier
- Rousslan Raytcheff
- Toshi Reagon
- Benoît Renard
- Donato Renzetti
- Rolf Reuter
- Kevin Rhodes
- Caspar Richter
- Gianfranco Rivoli
- Carlo Rizzi
- Ghennadi Rojdestvensky
- Michael de Roo
- Pascal Rophé
- Jean Rosenthal
- Manuel Rosenthal
- Dieter Rossberg
- Mstislav Rostropovitch
- Sébastien Rouland
- Christopher Rountree
- Christophe Rousset
- Gennadi Rozhdestvensky
- Julius Rudel
- Peter Rundel
- Donald Runnicles
- Dennis Russell Davies
- Daniele Rustioni
- Kwamé Ryan
- Rico Saccani
- Giacomo Sagripanti
- Renat Salatov
- Esa-Pekka Salonen
- Nello Santi
- Michel Sasson
- Case Scaglione
- Ulf Schirmer
- Michael Schmidtsdorff
- Georg Schmoehe
- Peter Schneider
- Claude Schnitzler
- Michael Schonwandt
- Klauspeter Seibel
- Benjamin Shwartz
- Yuri Simonov
- Leonardo Sini
- Leonard Slatkin
- Stefan Soltesz
- Georg Solti
- Stefan Solyom
- Helmut Sonne
- Pavel Sorokin
- Alexander Sotnikov
- Hubert Soudant
- Marc Soustrot
- Dejan Sparavalo
- Scott Speck
- Jean-Christophe Spinosi
- Horst Stein
- Pinchas Steinberg
- Markus Stenz
- Marius Stieghorst
- Paul Strauss
- Stanley Sussman
- Gavin Sutherland
- Michel Tabachnik
- Arturo Tamayo
- Mikhaïl Tatarnikov
- Jeffrey Tate
- Maxime Tholance
- Yan Pascal Tortelier
- Guillaume Tourniaire
- Constantin Trinks
- James Tuggle
- Pierre-André Valade
- Maximiano Valdes
- Pierre Vallet
- Ernst Van Tiel
- Silvio Varviso
- Alexander Vedernikov
- Michelangelo Veltri
- Alberto Ventura
- Jean-François Verdier
- Emmanuel Villaume
- Boris de Vinogradov
- Lorenzo Viotti
- Marcello Viotti
- Jean-Pierre Wallez
- Léo Warynski
- Susila Wayan
- Paul Weigold
- Ralf Weikert
- Klaus Weise
- Kenneth Weiss
- Jörg Widmann
- Mark Wigglesworth
- Ormsby Wilkins
- Keri-Lynn Wilson
- Cornelis Witthoefft
- Barry Wordsworth
- Martin Yates
- Hikotaro Yazaki
- Zhang Yi
- Donald York
- Simone Young
- Lothar Zagrosek
- Massimo Zanetti
- Yi Zhang

## Répertoire
L'orchestre de l'Opéra de Paris propose les répertoires lyriques, de ballet et également symphoniques. 
Tous les ans, il participe à  la création d'œuvres de compositeurs contemporains.
Il propose également des cycles consacrés à un compositeur selon les choix du directeur musical en place. On notera le cycle des symphonies de Beethoven en 2014, le cycle de toutes les symphonies de Tchaikovsky entièrement filmé et dirigé par Philippe Jordan d'octobre 2017 à mai 2018
.

### Opéra
Jusque dans les années 1950, les opéras étrangers sont traduits et chantés en langue française. L'orchestre et ses solistes accompagnent et imitent les chanteurs scandant et articulant selon les canons de l'école française.

« Dans la masse orchestrale, on retrouve ce son à la française, caractérisé par une clarté acidulée, par la finesse, ou à l’inverse par un éclat qui peut être clinquant et tonitruant, comme une sorte de mise en musique de la « furia franscese ». »

### Ballet
L'orchestre de l'Opéra de Paris accompagne les spectacles de ballet de danse à chaque saison.

« Le répertoire chorégraphique est, à ses débuts, intégré dans le répertoire lyrique : Opéra Ballet au XVIIIème, et élément indispensable du Grand Opéra romantique français du XIXème. À partir de la fin du XVIIIème, le spectacle de Ballet seul prend son essor.  Se constitue ainsi un répertoire musical dont les compositeurs ne sont pas des grands génies dont on joue encore leurs œuvres en concert, tels Auber, Adam, Minkus, Leo Delibes. Cet art visuel, et ces musiques un peu insipides, ne sont pas motivantes pour l’orchestre et la routine n’est pas loin. Mais ces partitions ont la particularité de comporter de nombreux thèmes et variations à l’intention du chorégraphe, pour varier les figures et les combinaisons de rôle. Ces variations sont souvent confiées à un instrument soliste et le mettent en valeur. Ces solos, furent très appréciés par le public au XIX ème, ainsi que l’évoque Berlioz dans ses mémoires : "furieux de ne pas entendre le violoniste Bailllot jouer le grand solo de violon dans le ballet Nina, de Persuis, des spectateurs brisèrent des fauteuils et endommagèrent même une contrebasse."  Ils ont stimulé les solistes de l’orchestre, et les stimulent encore aujourd’hui. »

Les chefs-d'œuvre de la musique moderne, notamment ceux commandés par les Ballets russes puis les œuvres de musique contemporaine ont renouvelés la musique de ballet au XXe siècle.

### Autres
Le clarinettiste basse et photographe Jean-Noël Crocq a recueilli dans un ouvrage une sélection de dessins et de caricatures réalisés par les musiciens du passé de la fosse de l'Opéra dans la marge des partitions de musique qui leur sont fournies au gré des programmations et présents dans les archives de l'institution,. Ces  dessins sont apparus avec l'invention du crayon noir à mine de graphite gommable par Conté (1794) en France qui a permis aux musiciens d'anoter leur partition.

### Records
Le clarinette solo Henri Paradis qui a tenu le poste de janvier 1890 à décembre 1932 a joué Faust de Gounod comme soliste de 300 à 400 fois.

## Place des femmes à l'orchestre
Engagée à l'orchestre pour remplacer les harpistes envoyés au front pendant la Première Guerre mondiale, Lily Laskine n'a jamais été titulaire du poste. Elle a de fait été « remplaçante-titulaire » pendant trente ans. Elle a cependant « en principe » passé en 1909 le concours lui permettant d'accéder au statut envié de « supplémentaire » dont les lauréats sont appelés, dans l'attente qu'un poste se libère, à remplacer les titulaires autorisés à s'absenter,,.

« le dernier orchestre masculin de France avait ouvert son pupitre de harpistes titulaires  aux femmes en 1965. En 1974, les concours de recrutement sont ouverts aux femmes à tous les pupitres. Sylvie Gazeau est la première violoniste à intégrer l’orchestre et Catherine Cantin est nommée Flûte Solo à 18 ans! Cela double évidemment les possibilités de trouver des artistes talentueux. »

## Musiciens

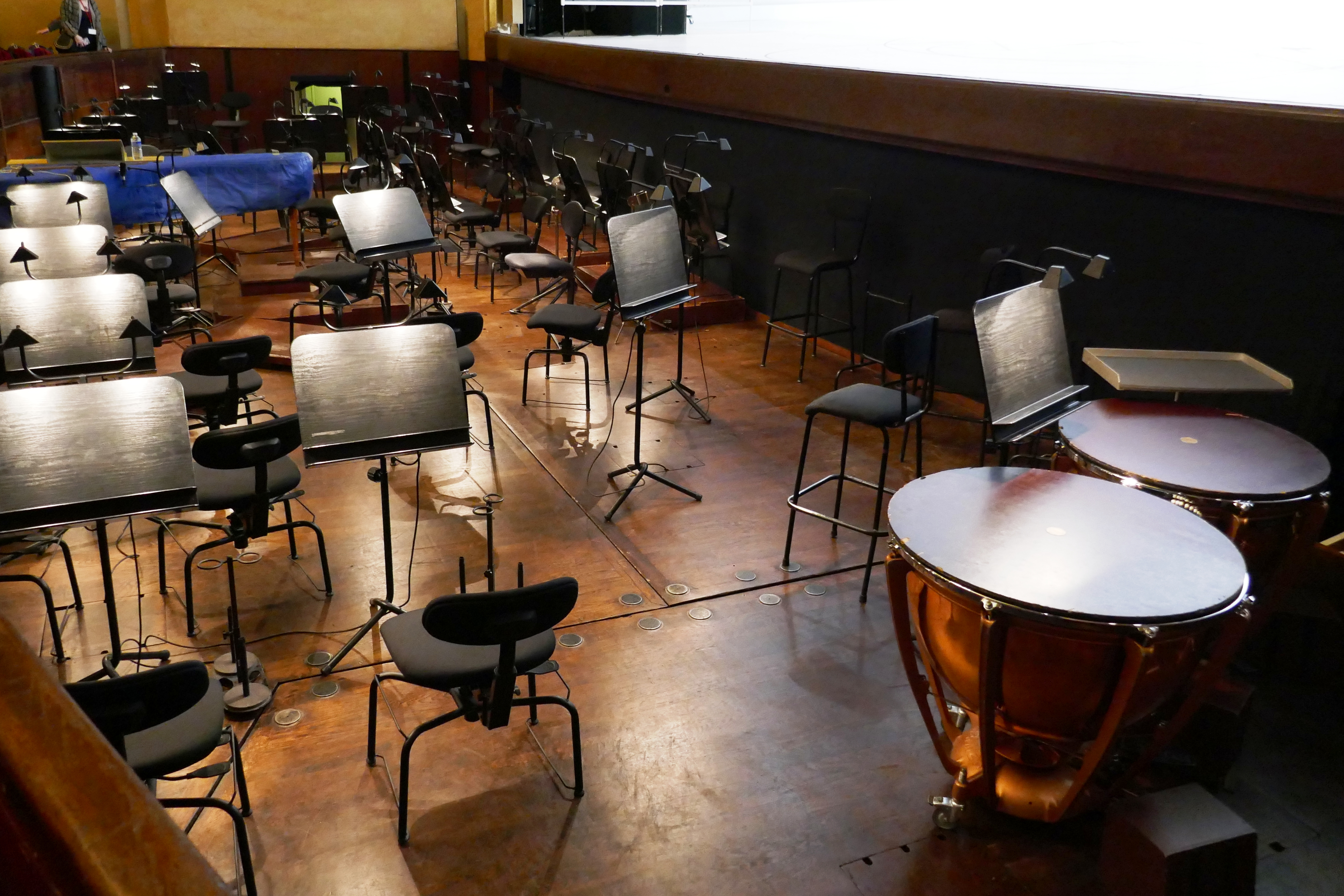
Fosse d'orchestre (vue de droite) de l'Opéra Garnier (2017).

### Le présent
L'essentiel des musiciens de l'orchestre a reçu un cursus de formation dans les Conservatoires français comme le CNSMDP et est recruté sur concours ...

« [À propos des musiciens de l'orchestre de l'Opéra de Paris]  Je peux tout leur demander sur le plan technique, ils le font. »

— Gustav Kuhn.
Un grand nombre de poste est tenu par des solistes de premier plan ayant fait le choix de l'orchestre et de ne pas embrasser une carrière de concertiste comme Pierre Devos, Hubert Varron (violoncelle, deuxième prix au concours international de Prague à l'âge de 17 ans derrière Mstislav Rostropovitch)...
L'orchestre de l'Opéra de Paris est précédé par sa réputation auprès des chefs : « Longtemps, l'orchestre français réputé le plus difficile fut celui de l'Opéra de Paris. La liste des chefs dont nos musiciens ont eu la peau est longue. »
Les instrumentistes de l'orchestre de l'Opéra de Paris sont répartis en deux formations, les bleus et les verts. Ces deux formations se partagent les productions de l’Opéra données au Palais Garnier et à l’Opéra Bastille, sans que l’une ou l’autre soit attachée à l’une des deux salles.
Les musiciens sont salariés en CDI par l’Opéra National de Paris qui est un établissement public autonome à caractère industriel et commercial par le décret n° 78-129 du 7 février 1978.
Face à la concurrence internationale des grands orchestres, l'opéra Bastille offre désormais un plateau technique aux musiciens avec des salles de répétitions et d'enregistrement qui permet à  l'orchestre de travailler avec des moyens adaptés depuis 1990. Jusqu'alors, les musiciens pratiquaient le remplacement sans répétition avec une grande compétence mais cette pratique était en décalage avec la qualité des enregistrements et des prestations des meilleures orchestres mondiaux.

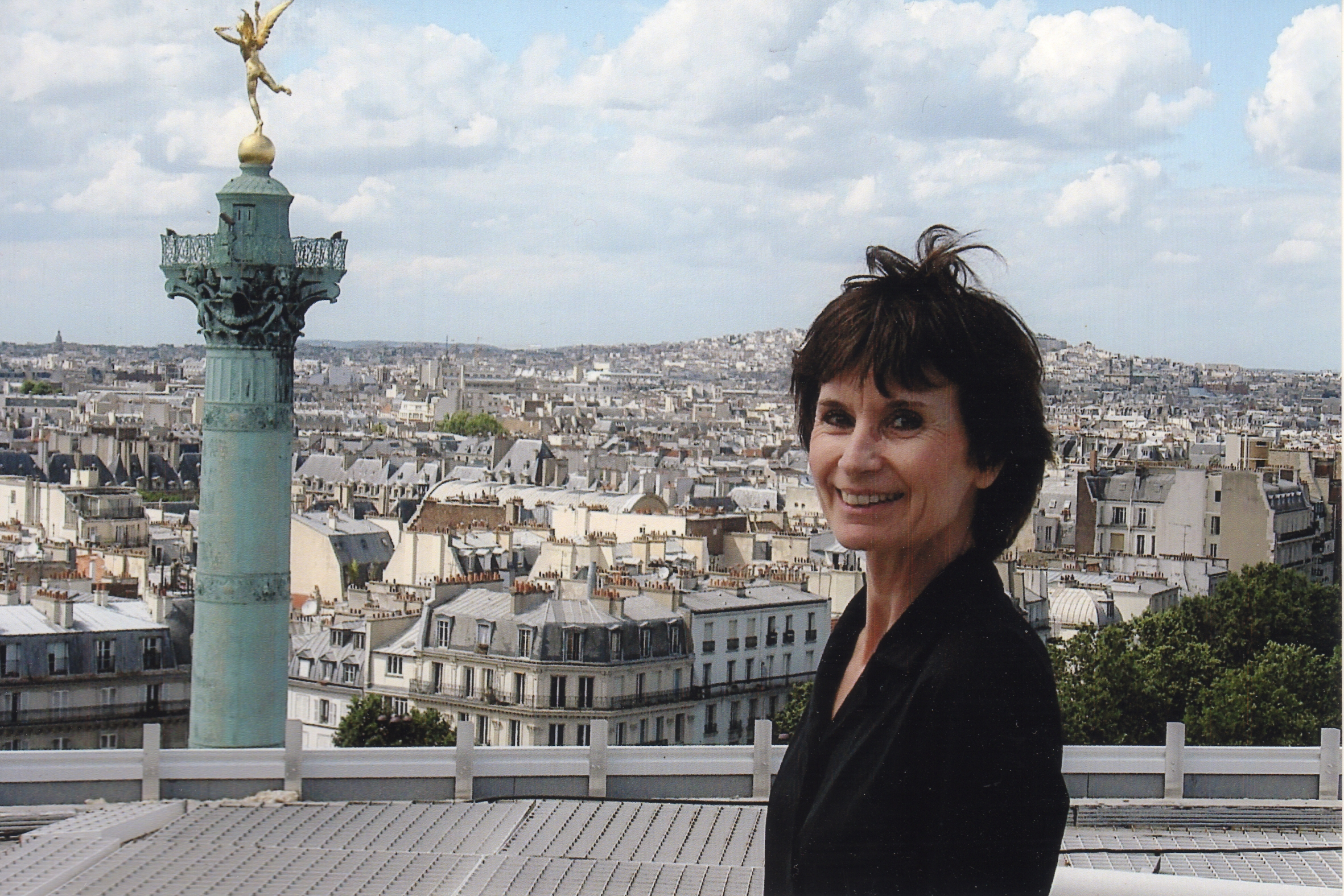
Martine Bailly, violoncelle supersoliste, sur le toit de l'Opéra Bastille (2007).

Au côté des tuttistes et des solistes dans les différents pupitres de l'orchestre de l'Opéra de Paris répartis en quatre catégories (A, B, C, D), il existe également des postes de supersoliste avec un contrat spécial, hors catégorie.

### Conditions de vie passées
A la création de l'Académie royale de musique par Lully en 1672, il s'agit « de recruter le meilleur orchestre d’Opéra d’Europe, digne de la splendeur du Roi Soleil, et pour cela attirer les meilleurs instrumentistes du Royaume et au delà. Ces musiciens étaient sollicités par toutes les demeures princières, à commencer par la Cour du Roi. Leur imposer l’exclusivité eut été impensable, et l’Académie Royale préféra leur proposer un salaire somme toute moyen, compensé par un contrat garantissant leur emploi, en créant une des premières pensions de retraite de l’Histoire, et en leur permettant non seulement de jouer ailleurs en dehors de leurs services à l’Opéra, mais également de prendre des congés sans solde. »

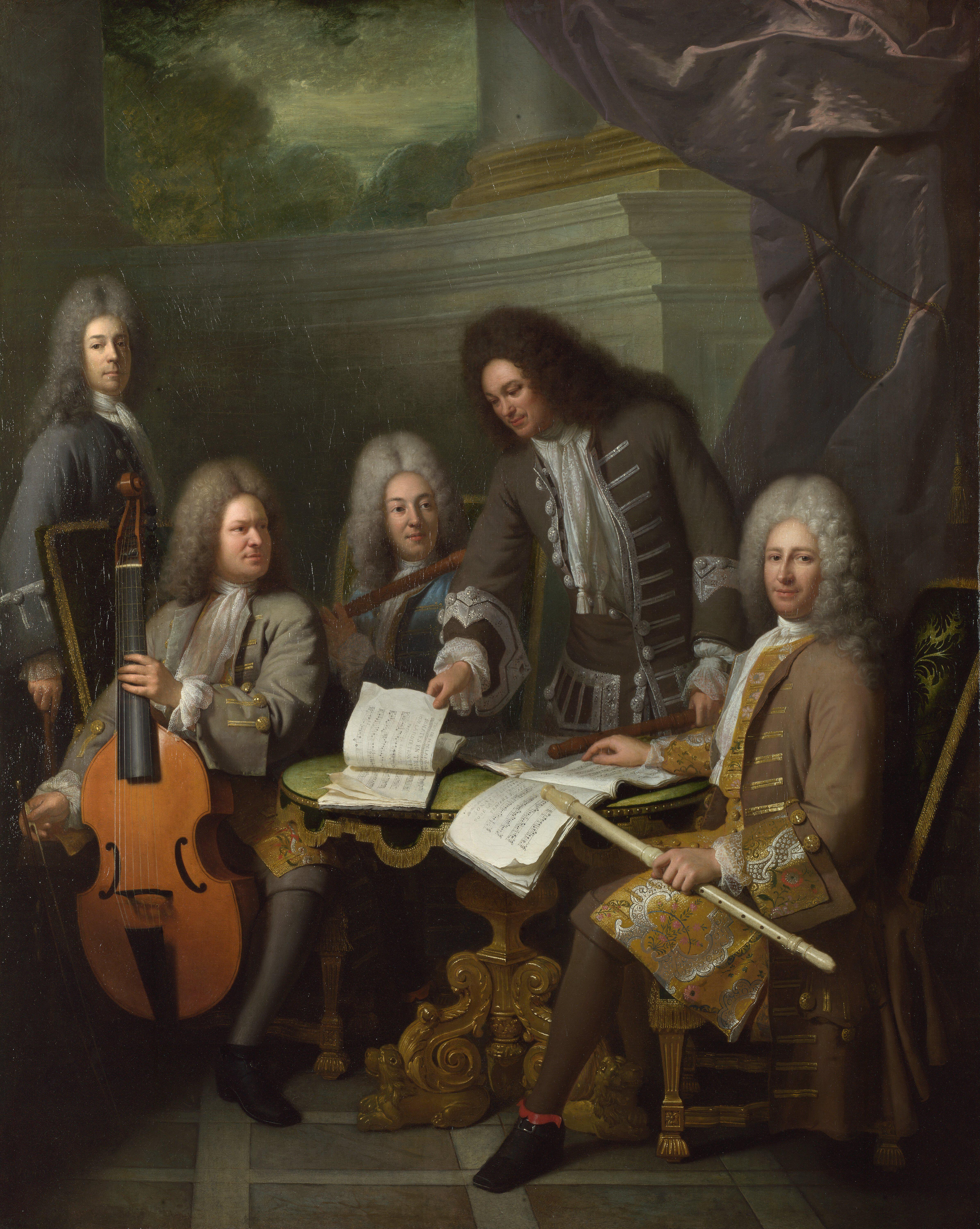
Portrait du flûtiste Michel de La Barre, les deux frères Hotteterre avec Antoine Forqueray à la viole - Attribué à André Bouys.

Au XVIIe et XVIIIe siècles, les musiciens de l’Académie Royale de musique apparaissent connaître une période fastueuse et sont recherchés par l’aristocratie. Ils créent un répertoire d’œuvres de Lully, de Rameau ou de Gluck. Un certain nombre de musiciens étaient également facteurs d'instruments comme la famille Hotteterre dont certains membres jouaient  également dans la musique de la Grande Écurie et ont proposé des innovations comme l'invention du hautbois baroque, l'amélioration de la justesse de la flûte traversière... 

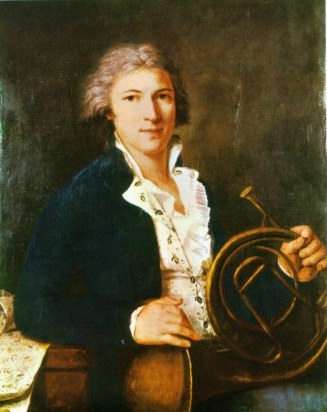
Portrait du corniste Frédéric Nicolas Duvernoy (1765-1838).

Au XIXe siècle, les conditions de vie des musiciens sont marqués par une dégradation du niveau de vie. Le budget alloué à l’orchestre diminue. Ils ne disposent pas de salle de répétition. La période romantique a fait émerger des virtuoses (Chopin, Lizst, Paganini...) et quelques solistes de l’Opéra ont également eu une activité de concertiste en parallèle de l'Opéra comme Rodolphe Kreutzer (violon), Frédéric Duvernoy (cor naturel), Jean-Louis Tulou (surnommé le Paganini de la flûte)... Le Conservatoire de Paris, grand pourvoyeur de musiciens de l'institution, cultivera cette virtuosité au détriment du travail collectif.
Au XXe siècle, les conditions de vie des musiciens s’améliorent avec les progrès sociaux comme le reste de la population française (congés payés, sécurité sociale...).

## Recrutement
Pour chaque instrument, un concours de recrutement est organisé avec des épreuves incluant des concertos, des solos et/ou des traits d’orchestre. Selon le cas, le concours peut se dérouler derrière un paravent.
« Le jury est composé d’une dizaine de personnes, directeur musical et solistes de l’orchestre. Le directeur musical bénéﬁcie d’une voix double en cas d’égalité des votes. Ce jury garantit l’excellence du recrutement et l’homogénéité esthétique de chaque pupitre. »

## Critiques
La longue carrière de l'orchestre de l'Opéra de Paris est semée de critiques souvent élogieuses mais également féroces envers les "lions de la fosse", "tueurs de chefs":

« La première fois que vous irez à l’Opéra de Paris, lorsque ce nombreux orchestre commencera à jouer, appliquez vous à cette harmonie, également pleine, douce, éclatante: vous conclurez en y songeant bien, qu’il y a toute apparence que rien en Europe ne vaut l’orchestre de l’Opéra de Paris. »

— Critique anonyme d' Armide de Jean-Baptiste Lully, juin 1697. 

« A propos de cet orchestre, il est curieux de constater qu’avec les éléments qui le composent ( presque tous ces messieurs sont d’illustres professeurs ) on obtienne des exécutions flottantes où l’incertain s’unit au laisser aller le plus troublant. »

— Claude Debussy, Revue Gil Blas (début du XXème siècle)

## Discographie sélective
L'orchestre de l'Opéra national  de Paris a enregistré plusieurs centaines d'enregistrements depuis la création de l'enregistrement sonore sur divers supports.

## Galerie

L'Orchestre de l'Opéra par Edgar Degas
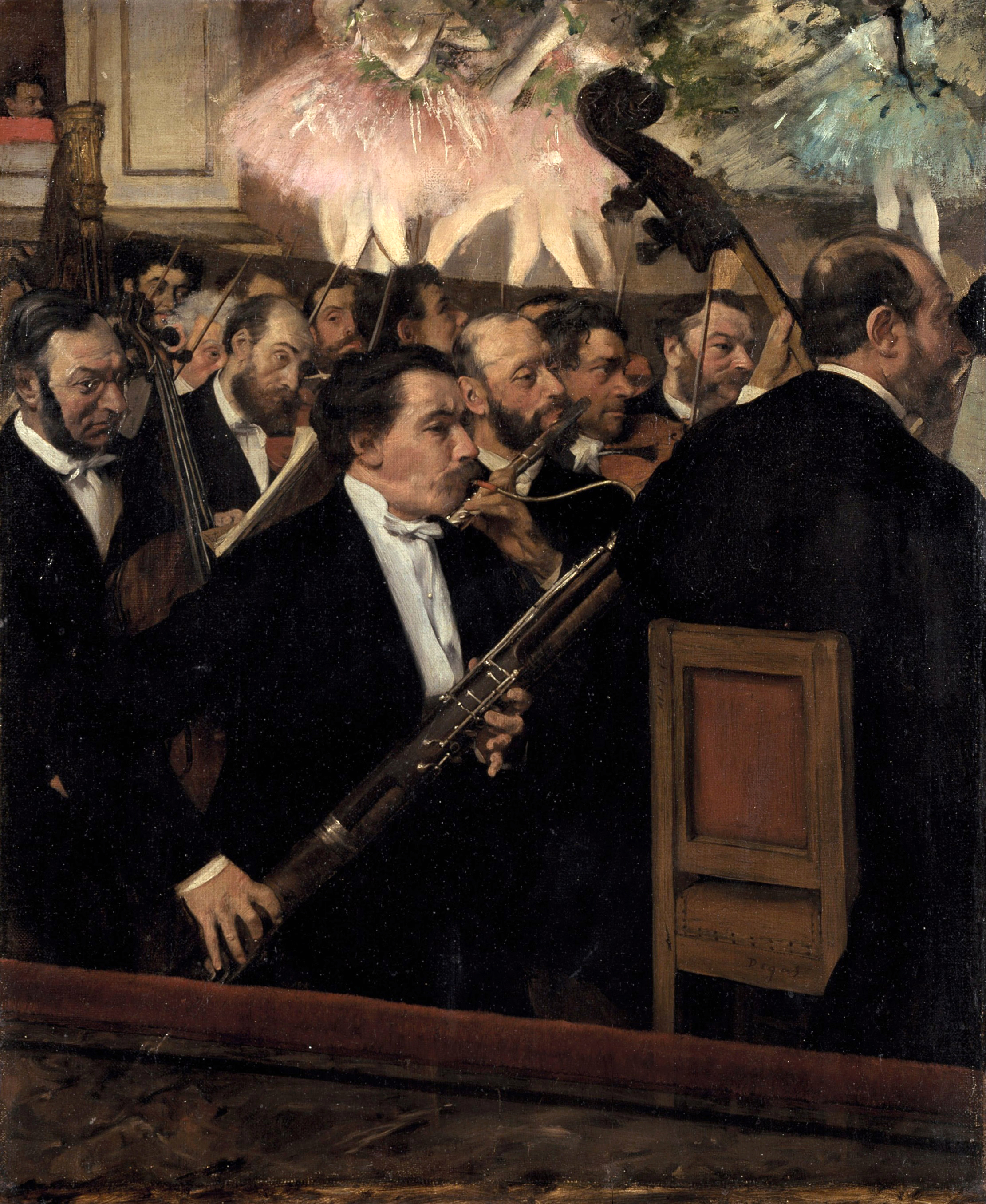
L'Orchestre de l'Opéra (Musée d'Orsay, 1868-69)
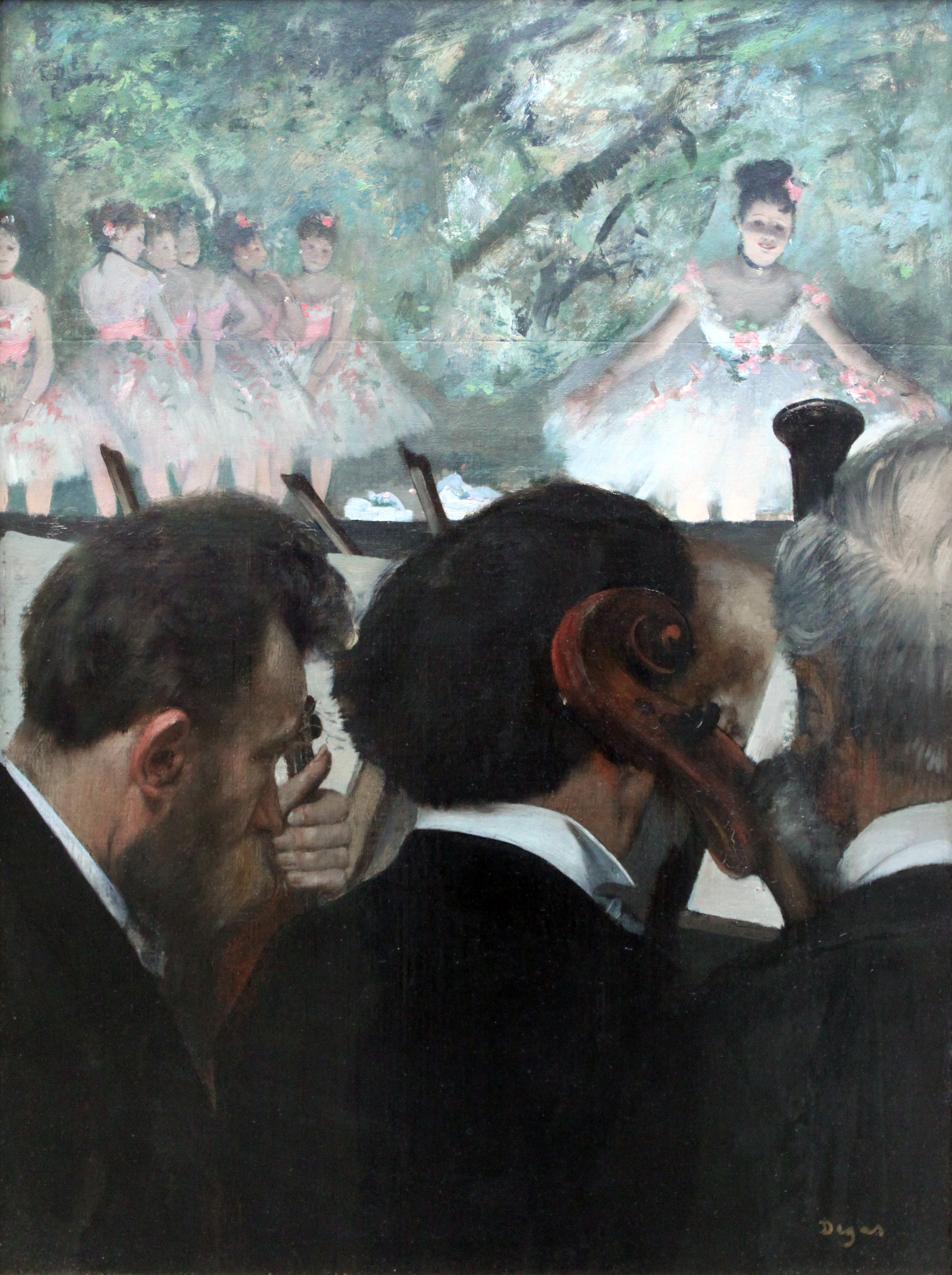
Musiciens à l'orchestre (musée Städel, 1872)
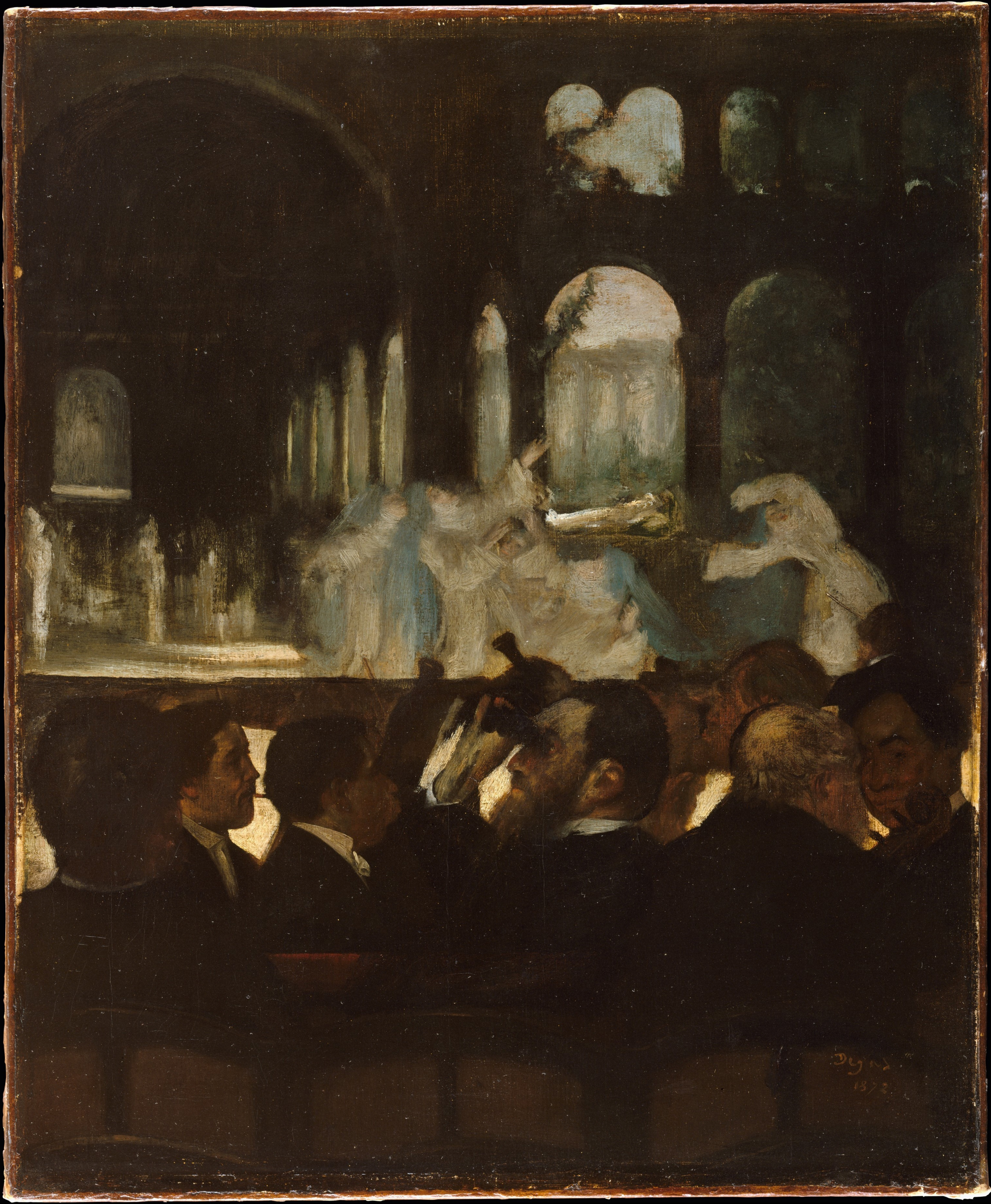
Le Ballet de « Robert le Diable » (1871) (Metropolitan Museum of Art)
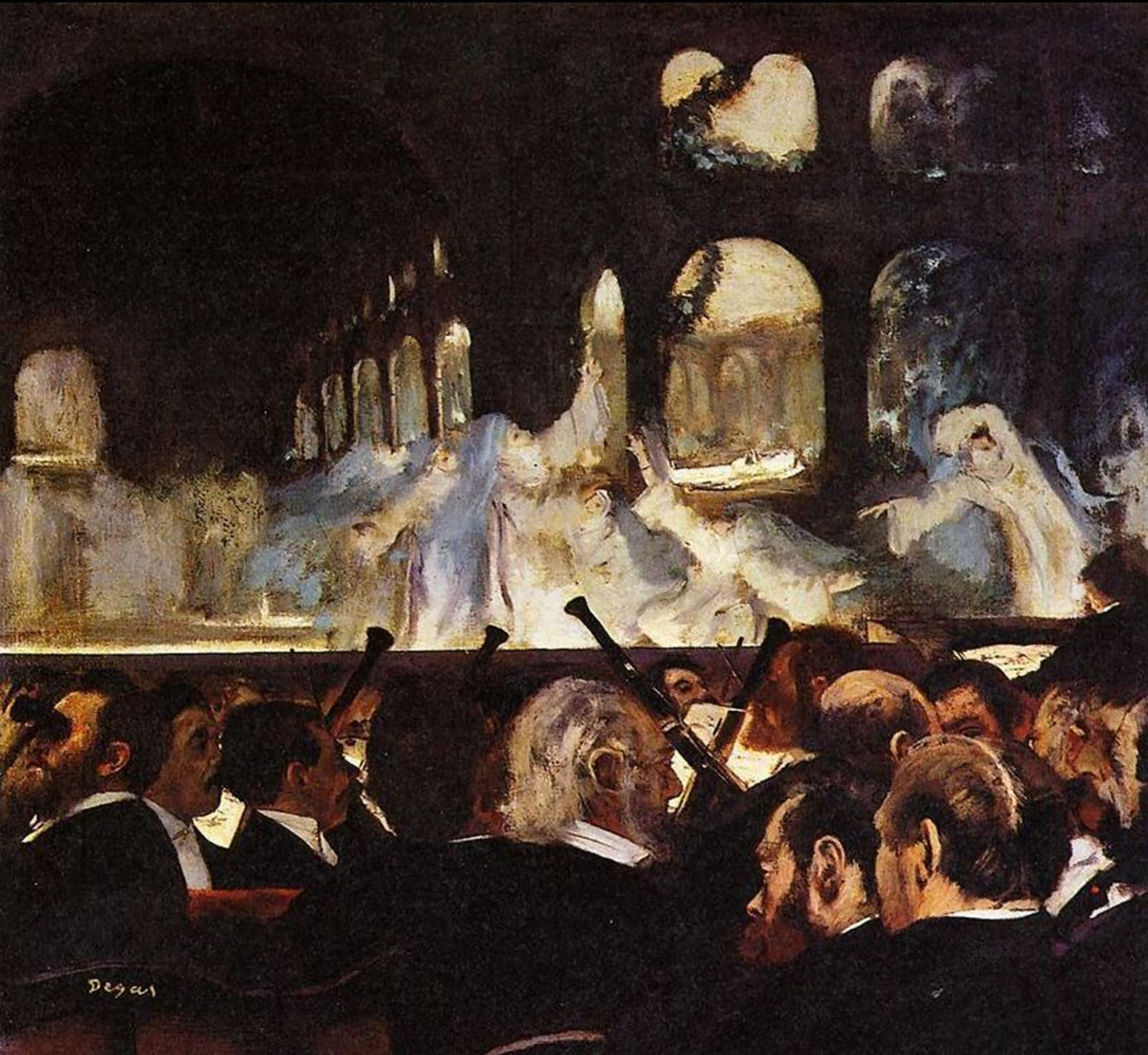
Le Ballet de « Robert le Diable » (1876) (Victoria and Albert Museum)

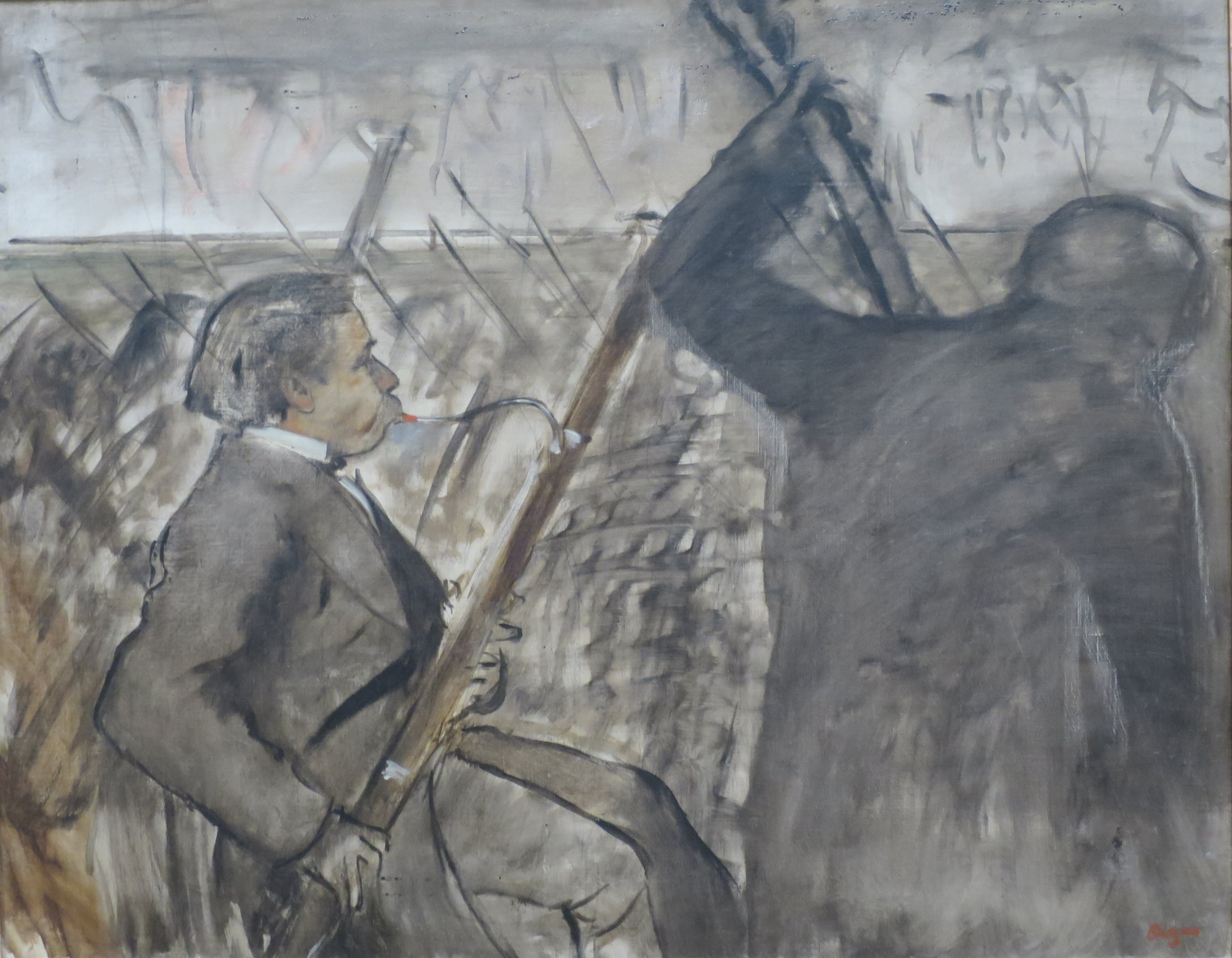
Portrait de Désiré Dihau (musée des Beaux-Arts de San Francisco, 1870)
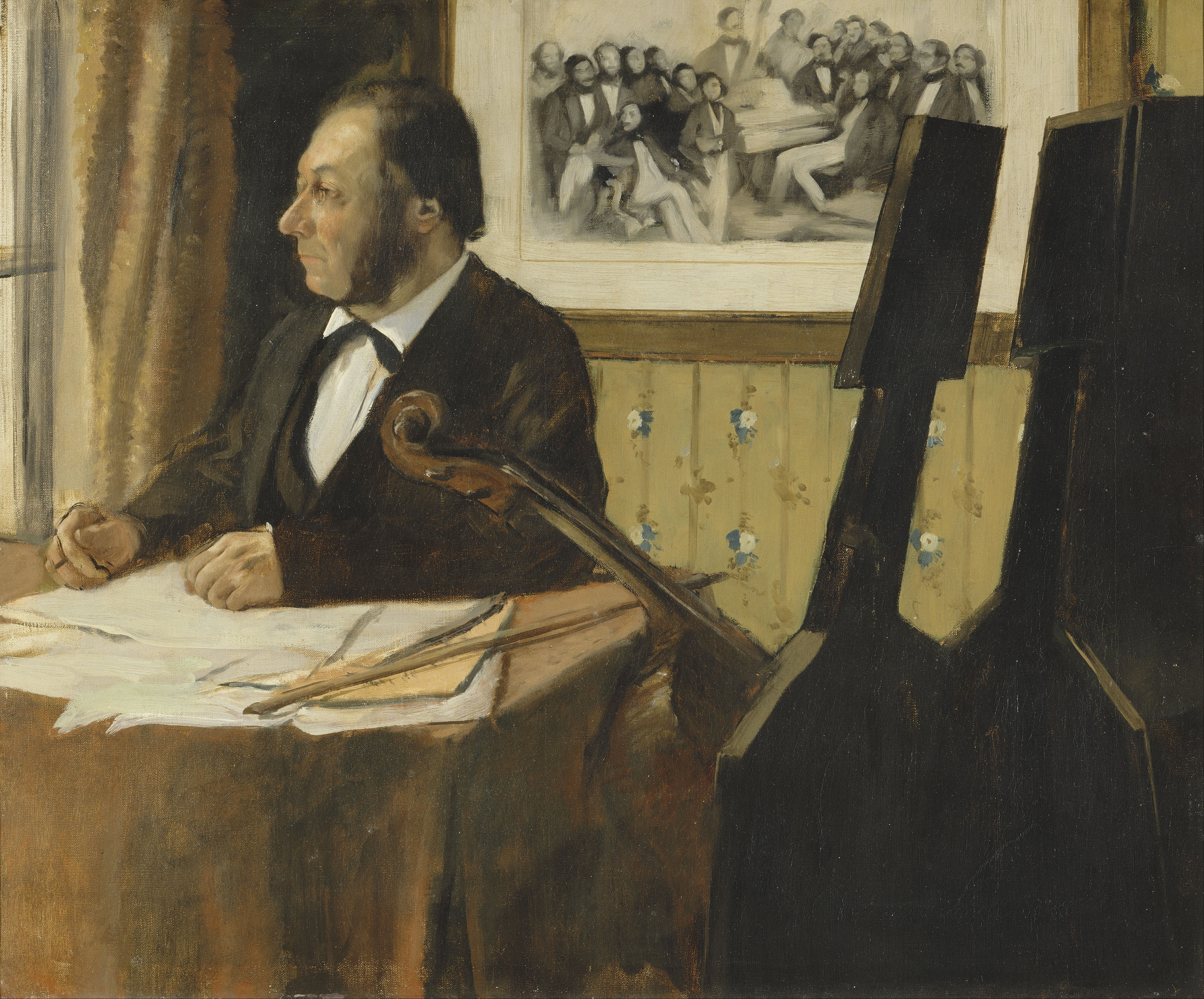
Le Violoncelliste Pilet (musée d'Orsay, 1868)
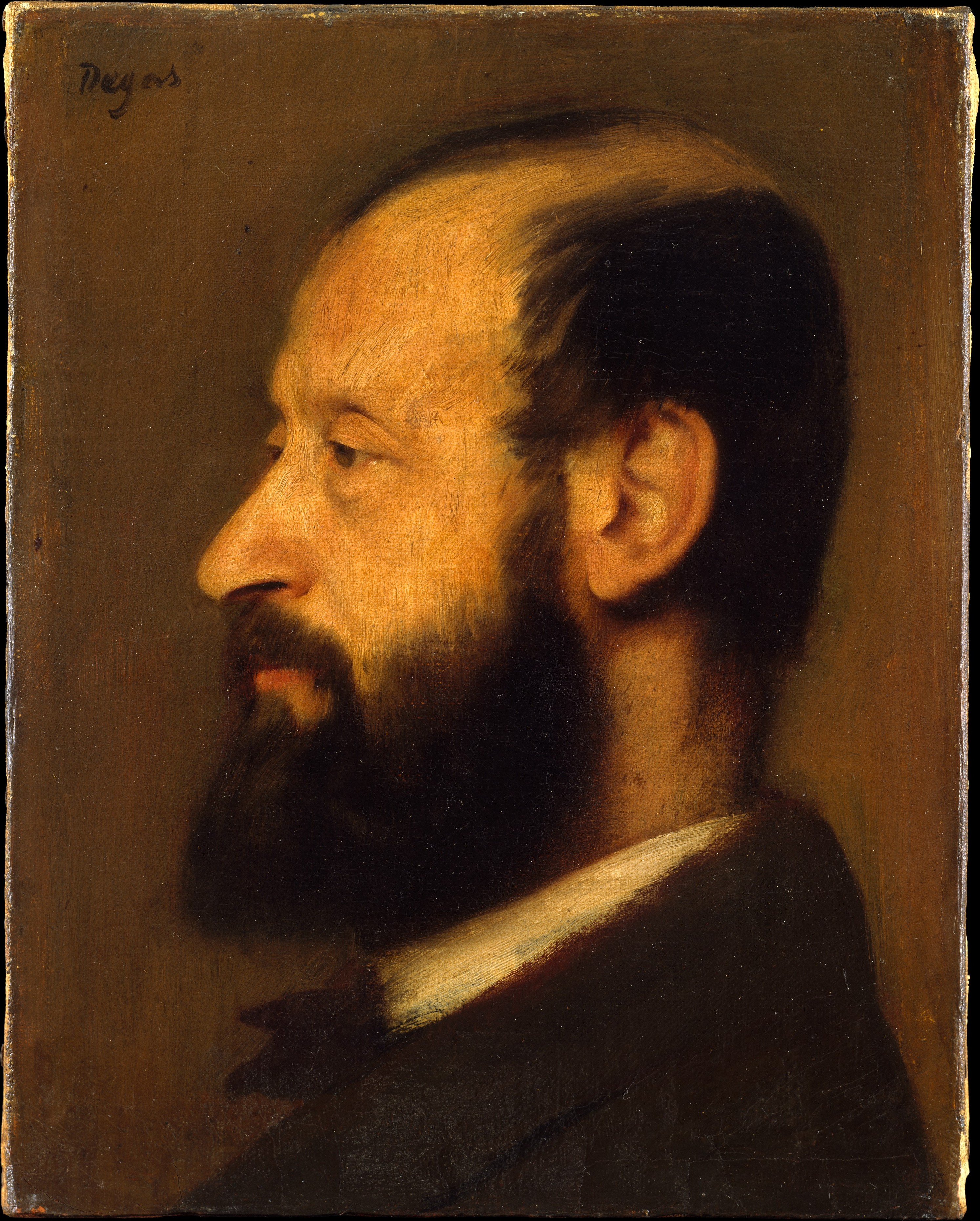
Joseph-Henri Altès (Metropolitan Museum of Art, 1868)